# Claudio Rinaldi (pattinatore)
Claudio Rinaldi (Bormio, 29 novembre 1987) è un ex pattinatore di short track italiano.

## Biografia
Tesserato per la società ASD Bormio Ghiaccio, entra nel giro della nazionale nel 2007.
Nel 2010 ha rappresentato l'Italia ai Giochi olimpici di Vancouver.
Ha gareggiato nella staffetta 5000 metri, con i compagni di nazionale Nicolas Bean, Yuri Confortola e Nicola Rodigari, dove è stato eliminato in semifinale per squalifica, dopo una caduta che ha danneggiato la squadra francese.
Si è ritirato nel 2010.

## Palmarès

### Campionati europei di short track
- 3 medaglia:
  - 1 oro (staffetta a Torino 2009)
  - 1 oro (staffetta a Ventspils 2008)
  - 1 oro (staffetta a Dresda 2010)